# Centrum voor Sociologisch Onderzoek Spanje

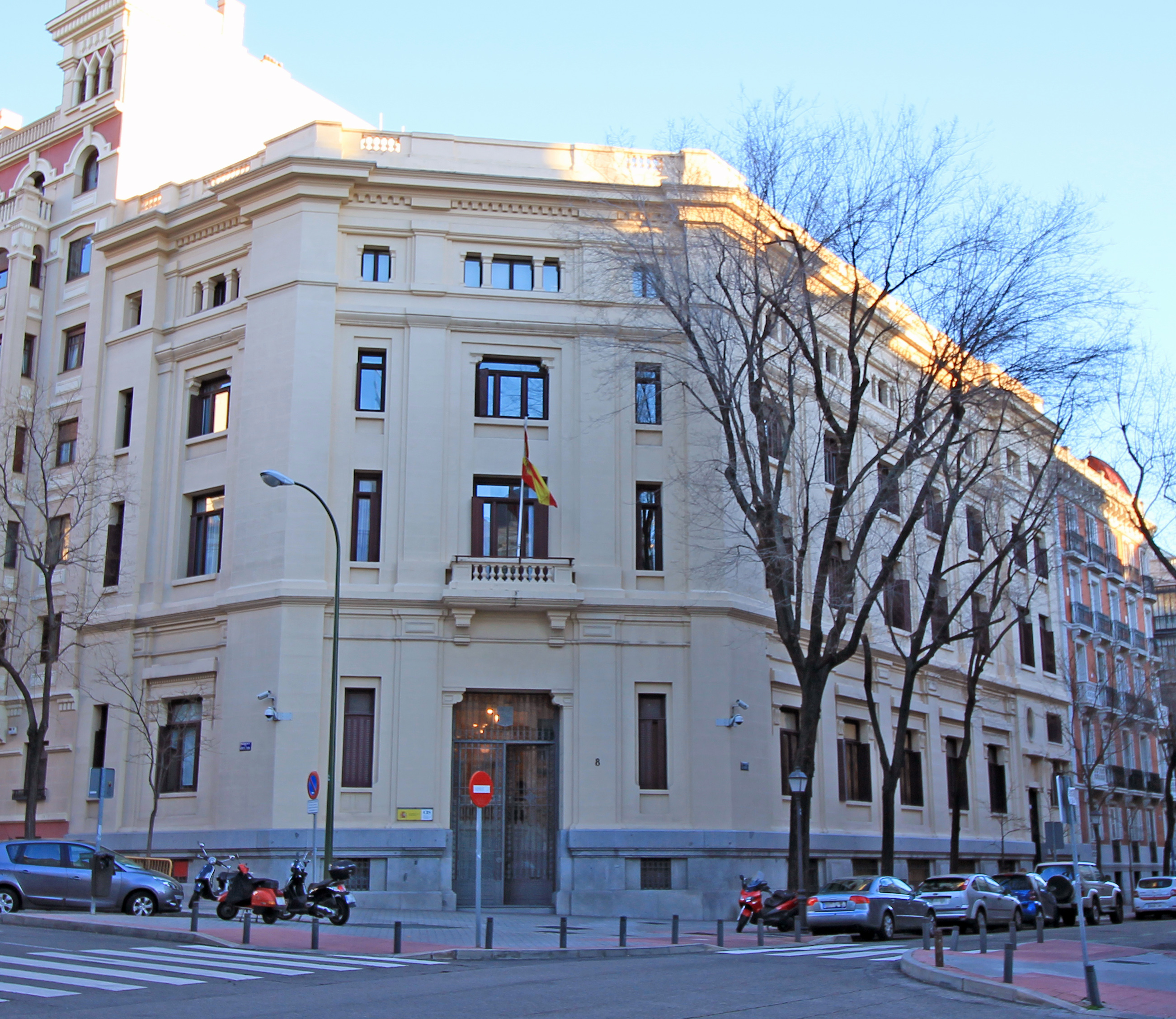
Het hoofdkantoor van het CIS, Madrid.

Het Centrum voor Sociologisch Onderzoek (Spaans: Centro de Investigaciones Sociologicas, kortweg CIS) is een autonoom Spaans onderzoeksinstituut dat onderdeel uitmaakt van het ministerie van het Presidentschap. Het doel van dit instituut is de verwerving en openbaarmaking van kennis over de Spaanse samenleving en die van de verschillende autonome gemeenschappen. Dit gebeurt door het organiseren van opiniepeilingen onder de bevolking, op eigen initiatief of op aanvraag van andere instanties. 
De resultaten van de onderzoeken van het CIS zijn vrij in te zien op de website. Ook brengt het instituut een tijdschrift uit: REIS. Daarnaast organiseert het een postdoctorale opleiding en heeft het verschillende programma's ter ontwikkeling van sociologisch onderzoek. 